# Dino Dines
Dino Dines (* jako Peter Leslie Dines, 17. prosince 1944 – 28. ledna 2004) byl britský rockový klávesista. V letech 1974-1977 byl členem skupiny T. Rex. Spolupracoval také se skupinami Keef Hartley Band, Apostolic Intervention, The Hollies nebo zpěvačkou P. P. Arnold. Zemřel na infarkt myokardu ve věku 59 let.

## Výběr z diskografie
- 1969: Keef Hartley Band − Halfbreed
- 1971: Keef Hartley Band − Overdog
- 1975: T. Rex − Bolan's Zip Gun
- 1977: T. Rex − Dandy in the Underworld